# Lightning GT
Der Lightning GT ist ein britischer Automobilentwurf in Form eines GT-Sportwagens, der mit elektrischer Energie betrieben wird und ursprünglich mit vier je etwa 120 kW (163 PS) Leistung erbringenden Radnabenmotoren konzipiert war, später mit einem DC synchronus twin motor drivetrain (doppelter Gleichstrom-Synchronmotor). Die Fahrmotoren werden von einem Lithium-Titanat-Akkumulator gespeist, der sich je nach verwendeter Ladeoption laut Herstellerangaben in jeweils 15 Stunden, zweieinhalb Stunden (Onboard-Ladegerät) oder zehn bis zwanzig Minuten (Ultraschnellladung) wieder aufladen lässt.
Vorgestellt wurde das Fahrzeug mit dem Design eines GT-Sportwagens im Juni 2007 in Großbritannien von Chris Dell, dem Direktor der in London ansässigen Lightning Car Company, und vom Entwickler und Chefingenieur Arthur Wolstenholme.

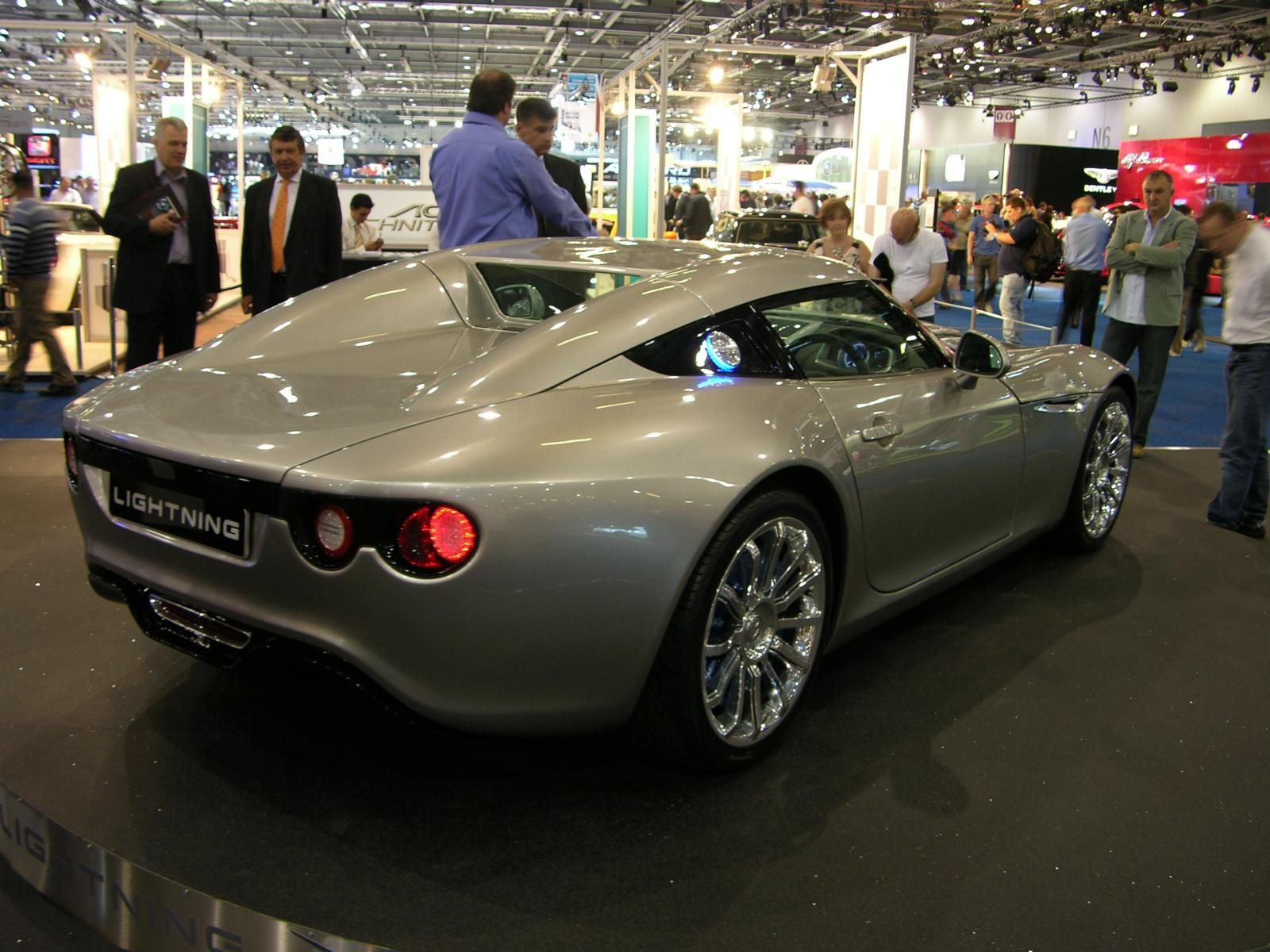
Heckansicht des Lightning GT auf der British International Motor Show

Das Auto sollte 137.000 € kosten (Stand September 2009). Der Start der Serienproduktion wurde vom Hersteller zunächst mit dem Jahr 2010 angegeben und anschließend immer wieder verschoben. Zu einer Serienproduktion ist jedoch nie gekommen. Am 19. Dezember 2023 wurde die Lightning Car Company GmbH aufgelöst. Eines der beiden fertiggestellten Autos wird bis 2024 im British Motor Museum ausgestellt.

## Technische Daten
(Herstellerangaben im Jahre 2012, diese unterliegen im Zuge der Entwicklung und Serieneinführung regelmäßig beträchtlichen Änderungen, auch der Angaben über die grundlegende Auslegung des Fahrzeuges)
- Antrieb: ursprünglich vier bürstenlose Dauermagnet-Radnabenmotoren mit je 120 kW (163,2 PS), 2012 wird auf der Firmenhomepage jedoch ein Twin motor system mit Hinterradantrieb 300 kW (400 PS) angegeben
- Drehmoment: ca. 750 Nm ursprünglich, 2012 werden 4000 + Nm angegeben
- Höchstgeschwindigkeit: ca. 209 km/h (130 mph)
- Beschleunigung: weniger als fünf Sekunden von 0 auf 100 km/h
- Antriebsbatterie: ursprünglich ein Lithiumtitanat-Akkumulator der Firma Altair Nanotechnologies, Angabe 2012: Standard Lithium Ion or Titanate.
- Batteriekapazität: ursprünglich 35 kWh, 2012 werden 44 kWh angegeben
- Reichweite bei voller Batterie: 240 km für das Standard car, mit einem Extended range pack 360 km
- Energierückgewinnung beim Bremsen durch Rekuperationsbremse
- Chassis: Aluminium in Sandwich-Wabenkern-Bauweise
- Karosserie: Aluminium-Leichtbau sowie Kevlar und CFK